# Chelmsford
Chelmsford – miasto w południowo-wschodniej Anglii (Wielka Brytania), ośrodek administracyjny hrabstwa Essex i dystryktu Chelmsford. Przez miasto przepływa rzeka Chelmer. Miasto znajduje się 42 km na północny wschód od Londynu, w przybliżeniu, w połowie drogi do Colchester. Znajduje się w okręgu wyborczym Chelmsford. Chelmsford jest siedzibą diecezji Chelmsford i posiada najmniejszą katedrę w Wielkiej Brytanii. John Dee, tłumacz Euklidesa na język angielski, uczył się w szkole katedralnej w XVI wieku. Chelmsford jest także siedzibą części Anglia Ruskin University i King Edward VI Grammar School.

## Populacja
W 2001 roku miasto liczyło 99 962 mieszkańców, a w 2021 roku – 110 625 mieszkańców.

## Transport
Około 10 000 dojeżdżających do Londynu dziennie osób, czyni Chelmsford jedną z najbardziej zatłoczonych stacji kolejowych w Wielkiej Brytanii (najbardziej zatłoczona jest stacja kolejowa w Clapham Junction).
Trasa A12 z Londynu, niegdyś zbudowana przez Rzymian by połączyć Londyn z Colchester, przechodziła kiedyś przez miasto, ale teraz została skierowana wokół niego.

## Przemysł
Chelmsford jest ważnym ośrodkiem przemysłowym od XIX wieku. W 1878 stało się siedzibą pierwszych brytyjskich zakładów elektrotechnicznych i pierwszej fabryki łożysk kulkowych (1898).
W 1898 Guglielmo Marconi, ojciec radia, otworzył pierwszą na świecie „bezprzewodową” fabrykę na Hall Street, zatrudniając około 50 pracowników. Z tego powodu Chelmsford uznawane jest za miejsce narodzin radia, i takie zdanie można zobaczyć na znaku administracyjnym przy wjeździe do miasta. W 1920 fabryka była miejscem pierwszych oficjalnych reklam radia w Wielkiej Brytanii, jedna z nich była z Dame Nellie Melba.

## Interesujące miejsca
Interesującymi miejscami znajdującymi się na terenie hrabstwa jest Writtle, jedno z możliwych miejsc narodzin Roberta Bruce’a, króla Szkocji, oraz Pleshey, gdzie znajdują się ruiny jednego z ważniejszych zamków opisanych w sztuce Szekspira Ryszard II.
Hylands House i Park na zachodnich obrzeżach miasta są dawnymi rezydencjami wiejskimi, ocalonymi przed zaniedbaniem, należącymi teraz do gminy. Są one otwarte dla publiczności i w ostatnich latach są miejscem popularnych corocznych festiwali muzycznych, takich jak Festival And The Chelmsford Spectacular. Zostały też wybrane jako miejsce dla 21. Międzynarodowego Zlotu Skautów w 2007 roku. Hylands House grał rolę amerykańskiego Białego Domu w filmie z 2004 – Chasing Liberty. W pobliżu jest także dawny pałac Palace of Bealieu.
W sferze miejsc interesujących znajdziecie Państwo również wystawę w centrum Highchelmsford, przy głównej ulicy miasta, poświęconą znanemu naukowcowi Marconiemu. Niewiele źródeł podaje fakt, iż ten odkrywca i założyciel znanej dziś firmy rozpoczynał swoją działalność w tym właśnie mieście.

## Historia
Chelmsford jest wspomniane w Domesday Book (1086) jako Celmeresfort. W 1199 Biskup Londynu przyznał miastu królewski przywilej posiadania rynku – co wiązało się z nadaniem praw miejskich. Osadnictwo w pobliżu występowało od czasów starożytnych. Ślady osadnictwa neolitycznego i z epoki brązu zostały znalezione na przedmieściach Springfield. W starożytności miasto było zamieszkiwane przez Rzymian. Pozostałości rzymskiej ośmiokątnej świątyni znajdują się pod rondem Odeon.
Podczas II wojny światowej Chelmsford było z rzadka atakowane. Największe śmiertelne żniwo zostało zebrane we wtorek 19 grudnia 1944, kiedy rakieta V2 eksplodowała wśród budynków mieszkalnych znajdujących się w okolicy prawdopodobnego celu ataku - fabryki łożysk kulkowych. 39 osób zostało zabitych i 138 rannych (47 poważnie), kilka budynków zostało zniszczonych, setki uszkodzonych.
6 stycznia 2005 Chelmsford uzyskało status Miasta Sprawiedliwego Handlu (Fairtrade Town).

## Geologia
Od ponad 600 000 lat, podczas epoki lodowcowej w plejstocenie, aż do zlodowacenia angielskiego około 475 000 lat temu, wczesna Tamiza płynęła przez obszar, gdzie obecnie znajduje się Chelmsford, z Harlow do Colchester, zanim przekroczyła obszar, gdzie teraz jest Morze Północne, aby stać się dopływem Renu. Wskutek tego znajdowane są w rejonie pokłady żwiru, powszechne są też dawne i współczesne żwirownie.

## Miasta bliźniacze
Chelmsford jest bliźniaczym miastem z:
- Annonay we Francji;
- Backnang w Niemczech.

## Znani ludzie urodzeni w Chelmsford
- 1552 – Philemon Holland
- 1786 – Anne Knight
- 1848 – George Clift King
- 1947 – Chris Mullin
- 1960 – Grayson Perry
- 1962 – Najma Akhtar
- 1971 – Guthrie Govan
- 1974 – Malcolm O’Kelly
- 1975 – Tom Jenkinson, „Squarepusher”
- 2 czerwca 1990 – Jack Lowden
- 9 czerwca 1993 – Patrick Aspbury
- 5 maja 2005 – Oliver Bearman